# Trattato di Ljubutsk
Il trattato di Ljubutsk fu un accordo di pace stipulato nell'estate del 1372 tra Algirdas, granduca di Lituania, e Demetrio del Don, principe di Mosca. Il trattato pose fine alla guerra lituano-moscovita (1368-1372) e portò a un periodo di pace di sette anni.

## Contesto storico
L'influenza e il potere del Granducato di Mosca crebbero costantemente nel corso del XIV secolo e i suoi interessi si scontrarono con quelli della Lituania. Dopo la battaglia delle Acque Blu nel 1362, la Lituania conquistò il Principato di Kiev e i suoi confini finirono per lambire direttamente quelli di Mosca. Algirdas prese le parti di Tver', principale rivale di Mosca, e tentò di insediare suo cognato Michail Aleksandrovič Trevskaja al trono di Vladimir, a lungo possedimento fedele a Mosca. Nel 1372 Algirdas imbastì i preparativi per una terza incursione in Moscovia. Gli altri due attacchi effettuati nel 1368 e nel 1370 permisero al suo esercito di raggiungere la città di Mosca, senza però riuscire a conquistare il Cremlino della città, ben protetto dalle mura di recente realizzate. Nel 1372, le truppe moscovite riuscirono a bloccare i propri avversari vicino a Ljubutsk, una fortezza localizzata sul fiume Oka, a nord-est di Tula. L'avanguardia lituana inviata in esplorazione venne sopraffatta e dovette ritirarsi, mentre il resto dei guerrieri attendeva istruzioni. Le due armate erano separate da un ripido burrone che costituiva una barriera naturale non adatta al combattimento. Dopo una fase iniziale di incertezza, si optò per la stipula di un'intesa. Algirdas accettò di abbandonare i piani di promozione di Michail, ponendo così fine all'assistenza della Lituania riservata a Tver'.

## Conseguenze
La pace tra Vilnius e Mosca durò circa sette anni fino al 1379, quando dopo la morte di Algirdas nel 1377 il suo figlio maggiore Andrej di Polack si alleò con Mosca per combattere contro Jogaila.
In generale, quella del Granducato poté considerarsi una sconfitta. Le incursioni eseguite in Moscovia richiesero ingenti risorse proprio nella stessa fase in cui la Lituania era impegnata nella costante lotta all'ordine teutonico e stava subendo diverse disfatte, in particolare la battaglia di Rudau svoltasi nel febbraio 1370. Le avanzate verso Mosca non sortirono inoltre alcuna conquista duratura, comportando anzi la perdita di Tver' nella sfera d'influenza di Vilnius, ritenuto uno degli insediamenti più preziosi e dei suoi alleati più affidabili. Il prestigio e l'influenza di Mosca nella vecchia Rus' crebbe e l'espansione della Lituania verso est nelle terre slave diminuì da allora in maniera lenta ma irreversibile.